# Șevcenkove, Bar
Șevcenkove (în ucraineană Шевченкове) este un sat în așezarea urbană Kopaihorod din raionul Bar, regiunea Vinnița, Ucraina.

## Demografie
Componența lingvistică a localității Șevcenkove
     Ucraineană (99,8%)
     Alte limbi (0,2%)
Conform recensământului din 2001, majoritatea populației localității Șevcenkove era vorbitoare de ucraineană (99,8%), existând în minoritate și vorbitori de alte limbi.